# BAR 003
BAR 003 – samochód zaprojektowany przez Malcolma Oastlera dla zespołu Formuły 1 British American Racing (BAR) na sezon 2001. Kierowcami byli Jacques Villeneuve (trzeci sezon w zespole) oraz Olivier Panis.
Po katastrofalnym debiutanckim sezonie 1999, w roku 2000 zespół BAR odnosił stosunkowo dobre wyniki. Dlatego też w zespole były nadzieje na sukcesy w sezonie 2001, na przykład regularne miejsca na podium, a nawet zwycięstwa. Jednakże zespół zrobił krok do tyłu. Samochód źle się prowadził, ponieważ nadwozie nie było wystarczająco sztywne, był także dosyć awaryjny. Silniki Honda napędzające samochody BAR również miały niedostatki mocy w porównaniu z czołowymi zespołami. Korzystający z tych samych silników Jordan był w klasyfikacji konstruktorów wyżej od BAR.
Najbardziej dla zespołu udane były Grand Prix Hiszpanii i Niemiec, gdzie Villeneuve zdobył pierwsze w historii zespołu miejsca na podium.
Ostatecznie zespół zakończył sezon na szóstym miejscu w klasyfikacji generalnej, zdobywszy 17 punktów.

## Wyniki
| Legenda oznaczeń w tabelach wyników Wyświetl szablon na nowej stronie | Legenda oznaczeń w tabelach wyników Wyświetl szablon na nowej stronie                                                                     |
| Oznaczenie                                                            | Wyjaśnienie |
| --------------------------------------------------------------------- | --- |
| Złoty                                                                 | Zwycięzca lub mistrzostwo |
| Srebrny                                                               | 2. miejsce lub wicemistrzostwo |
| Brązowy                                                               | 3. miejsce lub II wicemistrzostwo |
| Zielony                                                               | Ukończył, punktował (w klasyfikacji generalnej, gdy zdobył co najmniej jeden punkt na przestrzeni sezonu, poza trzema powyższymi opcjami) |
| Niebieski                                                             | Ukończył, nie punktował (w klasyfikacji generalnej, gdy nie zdobył co najmniej jednego punktu na przestrzeni sezonu)                      |
| Czerwony                                                              | Nie zakwalifikował się (NZ) |
| Czerwony                                                              | Nie prekwalifikował się (NPK) |
| Różowy                                                                | Nie ukończył (NU) |
| Różowy                                                                | Niesklasyfikowany (NS) (w klasyfikacji generalnej, gdy nie został sklasyfikowany w żadnym wyścigu sezonu)                                 |
| Czarny                                                                | Zdyskwalifikowany (DK) |
| Czarny                                                                | Wykluczony (WYK/EX) |
| Biały                                                                 | Nie wystartował (NW) |
| Biały                                                                 | Kontuzjowany (K/INJ) |
| Biały                                                                 | Wyścig odwołany (OD/C) |
| Bez koloru                                                            | Został wycofany (WYC/WD) |
| Bez koloru                                                            | Nie przybył (NP/DNA) |
| Bez koloru                                                            | Nie brał udziału w treningach (NT/DNP) |
| Bez koloru                                                            | Nie został zgłoszony (–) |
| Pogrubienie                                                           | Start z pole position |
| Kursywa                                                               | Najszybsze okrążenie wyścigu |
| †                                                                     | Nie ukończył, ale jego rezultat został zaliczony ze względu na przejechanie więcej niż 90% dystansu wyścigu.                              |
| *                                                                     | Sezon w trakcie |
| 1/2/3                                                                 | Punktowana pozycja w sprincie kwalifikacyjnym                                                                                             |
| Lista systemów punktacji Formuły 1                                    | |

| Sezon | Konstruktor | Silnik | Opony | Nr | Kierowcy           | Wyniki w poszczególnych eliminacjach | Wyniki w poszczególnych eliminacjach | Wyniki w poszczególnych eliminacjach | Wyniki w poszczególnych eliminacjach | Wyniki w poszczególnych eliminacjach | Wyniki w poszczególnych eliminacjach | Wyniki w poszczególnych eliminacjach | Wyniki w poszczególnych eliminacjach | Wyniki w poszczególnych eliminacjach | Wyniki w poszczególnych eliminacjach | Wyniki w poszczególnych eliminacjach | Wyniki w poszczególnych eliminacjach | Wyniki w poszczególnych eliminacjach | Wyniki w poszczególnych eliminacjach | Wyniki w poszczególnych eliminacjach | Wyniki w poszczególnych eliminacjach | Wyniki w poszczególnych eliminacjach | Wyniki kierowców | Wyniki kierowców | Wyniki konstruktora | Wyniki konstruktora |
| Sezon | Konstruktor | Silnik | Opony | Nr | Kierowcy           | AUS                                  | MYS                                  | BRA                                  | SMR                                  | ESP                                  | AUT                                  | MCO                                  | CAN                                  | EUR                                  | FRA                                  | GBR                                  | DEU                                  | HUN                                  | BEL                                  | ITA                                  | USA                                  | JPN                                  | Punkty           | Pozycja          | Punkty              | Pozycja             |
| ----- | ----------- | ------ | ----- | -- | ------------------ | ------------------------------------ | ------------------------------------ | ------------------------------------ | ------------------------------------ | ------------------------------------ | ------------------------------------ | ------------------------------------ | ------------------------------------ | ------------------------------------ | ------------------------------------ | ------------------------------------ | ------------------------------------ | ------------------------------------ | ------------------------------------ | ------------------------------------ | ------------------------------------ | ------------------------------------ | ---------------- | ---------------- | ------------------- | ------------------- |
| 2001  | BAR         | Honda  | B     | 9  | Olivier Panis      | 7                                    | NU                                   | 4                                    | 8                                    | 7                                    | 5                                    | NU                                   | NU                                   | NU                                   | 9                                    | NU                                   | 7                                    | NU                                   | 11                                   | 9                                    | 11                                   | 13                                   | 5                | 14               | 17                  | 6                   |
| 2001  | BAR         | Honda  | B     | 10 | Jacques Villeneuve | NU                                   | NU                                   | 7                                    | NU                                   | 3                                    | 8                                    | 4                                    | NU                                   | 9                                    | NU                                   | 8                                    | 3                                    | 9                                    | 8                                    | 6                                    | NU                                   | 10                                   | 12               | 7                | 17                  | 6                   |